# Shin Min-a
Yang Min-ah (coreano: 양민아), conocida profesionalmente como Shin Min-ah, (coreano: 신민아, 5 de abril de 1984) es una actriz, modelo y cantante surcoreana.

## Biografía
Estudió en la Universidad Dongguk.
Es buena amiga de las actrices Oh Yoon-ah y Gong Hyo-jin.
Desde mayo del 2015 sale con el actor y modelo surcoreano Kim Woo-bin.

## Carrera
Es miembro de la agencia AM Entertainment.
Shin Min-ah ha modelado para "Elle Korea", "W Korea", "T Magazine", "KiKi", "Marie Claire", "The Star", entre otros... 
Ha aparecido en numerosos anuncios comerciales como "LG XNOTE P430" junto a Hyun Bin y Ryoo Seung-bum.
Apareció en varios vídeos musicales del grupo de música K-pop g.o.d.
En el 2009 publicó un libro de viajes titulado "Shin Min-a's French Diary".
En 2011 fue seleccionada como la primera modelo asiática para el proyecto DIY con la marca de ropa "American Rag & Bone".
En febrero del 2017 se unió al elenco principal de la serie Tomorrow With You donde interpretó a la joven fotógrafa Song Ma-rin, una mujer que luego de conocer a Yoo So-joon (Lee Je-hoon), el CEO de una empresa inmobiliaria que tiene la habilidad de viajar a través del tiempose enamora de él, hasta el final de la serie en marzo del mismo año.
El 4 de julio de 2018 se anunció que se había unido al elenco principal de la película Diva donde dio vida a Lee Young, una mujer apodada la "Diva del mundo del buceo", que después de sufrir un accidente, busca sus recuerdos perdidos y encuentra la verdad.
El 14 de junio del 2019 se unió al elenco principal de la serie Chief of Staff (también conocida como "Advisor") donde interpretó a Kang Sun-young, una política que intenta romper el molde y miembro del comité de su partido político que solía ser una abogada talentosa con experiencia en ser anfitriona de un programa de televisión que aborda los eventos actuales, hasta el final de la serie el 10 de diciembre del mismo año.
El 28 de agosto de 2021 se unió al elenco principal de la serie Hometown Cha Cha Cha (también conocida como "Seaside Village Cha Cha Cha") donde dio vida a la confiada dentista Yoon Hye-jin, una mujer segura de sí misma que tiene tanto belleza como inteligencia, hasta el final de la serie el 17 de octubre del mismo año. La serie es un remake de la película Mr. Hong.
En octubre de 2019 estaba previsto que se uniera al elenco principal de la serie HERE, pero la producción de esta quedó paralizada ante la imposibilidad de rodar en el extranjero a causa de las restricciones impuestas por la pandemia de Covid-19. Surgió entonces el proyecto alternativo de la serie Nuestro horizonte azul, cuyo reparto por este motivo es en gran medida coincidente con el que ya estaba cerrado para HERE.  En abril de 2021 se confirmó, pues, la participación de la actriz como protagonista en Nuestro horizonte azul, donde da vida a Min Seon-ah. El rodaje comenzó a finales de octubre del mismo año en la isla de Jeju, escenario de casi toda la trama, y el estreno está programado para el 9 de abril de 2022.

## Filmografía

### Series de televisión
| Año     | Título                             | Personaje           | Cadena  | Notas                 | Ref.                 |
| ------- | ---------------------------------- | ------------------- | ------- | --------------------- | -------------------- |
| 2001    | Beautiful Days                     | Lee Min-ji          | SBS     |                       |                      |
| 2003    | Punch                              | Jang Yoo-bin        | SBS     |                       |                      |
| 2005    | A Love To Kill                     | Cha Eun-seok        | KBS     | 2 episodios           |                      |
| 2007    | The Devil                          | Seo Hae-in          | KBS     | 20 episodios          |                      |
| 2010    | My Girlfriend is a Nine-Tailed Fox | Koo Mi-ho           | SBS     |                       |                      |
| 2012    | Arang and the Magistrate           | Arang / Lee Seo-rim | MBC     | 20 episodios          |                      |
| 2015-16 | Oh My Venus                        | Kang Joo-eun        | KBS2    | 16 episodios          |                      |
| 2017    | Tomorrow With You                  | Song Ma-rin         | tvN     | 16 episodios          |                      |
| 2019    | Chief of Staff                     | Kang Sun-young      | JTBC    | 20 episodios          |                      |
| 2021    | Hometown Cha Cha Cha               | Yoon Hye-jin        | tvN     | 16 episodios          |                      |
| 2022    | Nuestro horizonte azul             | Min Sun-ah          | tvN     |                       | [ 30 ] [ 29 ]        |
| —       | HERE                               | —                   | —       | Producción suspendida | [ 26 ]               |
| 2024    | No hay amor desinteresado          | Son Hae-young       | tvN     | Serie web en ocho ep. | [ 31 ] [ 32 ] [ 33 ] |
| 2025    | Karma                              | Joo-yeon            | Netflix |                       | [ 34 ]               |

### Películas
| Año  | Título                   | Personaje             | Ref.   |
| ---- | ------------------------ | --------------------- | ------ |
| 2001 | Volcano High             | Yoo Chae-yi           |        |
| 2003 | Madeleine                | Hee-jin               |        |
| 2005 | A Bittersweet Life       | Hee-soo               |        |
| 2005 | Sad Movie                | Ahn Su-eun            |        |
| 2005 | The Beast and the Beauty | Jang Hae-ju           |        |
| 2007 | My Mighty Princess       | Kang So-hwi / Ok-soon |        |
| 2008 | Go Go 70s                | Mimi                  |        |
| 2009 | The Naked Kitchen        | Ahn Mo-rae            |        |
| 2009 | Sisters on the Road      | Park Myung-eun        |        |
| 2009 | A Million                | Jo Yoo-jin            |        |
| 2013 | The X                    | Mi Ah                 |        |
| 2020 | Diva                     | Lee Young             | [ 35 ] |

### Programas de variedades
| Año  | Programa              | Notas              |
| ---- | --------------------- | ------------------ |
| 2020 | You Quiz On The Block | invitada           |
| 2014 | Running Man (SBS)     | Ep. 215 - Invitada |
| 2009 | Strong Heart (SBS)    | Ep. 47 - Invitada  |

### Endorsos
| Año  | Título          | Notas  |
| ---- | --------------- | ------ |
| 2021 | Givenchy Beauty | [ 37 ] |

### Revistas / sesiones fotográficas
| Año  | Título                | Notas                      |
| ---- | --------------------- | -------------------------- |
| 2021 | ELLE Magazine         | junto a Kim Seon-ho        |
| 2021 | Dazed Korea Magazine  | [ 39 ] [ 40 ]              |
| 2021 | Cosmopolitan Magazine | [ 41 ]                     |
| 2020 | Harper’s Bazaar Korea | (publicación de diciembre) |
| 2020 | Marie Claire Korea    | [ 43 ]                     |
| 2020 | Cosmopolitan Korea    | [ 44 ]                     |

## Discografía
| Año                 | Rastrear                      | Del álbum                           |
| ------------------- | ----------------------------- | ----------------------------------- |
| 2008                | "My Happy Day"                | Yoo Hee-yeol - Summer Days          |
| 2008                | "Night Bus"                   | Go Go 70s OST                       |
| 2009                | "One Year Later"              | The Naked Kitchen OST               |
| 2009                | "Miracle Blue"                | Loveholics - Loveholics' In the Air |
| 2010 \| "Sha la la" | My Girlfriend is a Gumiho OST |                                     |
| 2010 \| "Sha la la" | "I Can Give You All"          | My Girlfriend is a Gumiho OST       |
| 2012                | "Black Moon"                  | Arang and the Magistrate OST        |

## Apoyo a beneficencia
El 7 de marzo de 2022 se anunció que la actriz había donado 100 millones de KRW (aproximadamente US$ 82 175) al "Hope Bridge National Disaster Relief Association", para apoyar a las víctimas de un incendio forestal que se salió de control en Gangwon y Gyeongsangbuk-do.

## Premios y nominaciones
| Año  | Premios                               | Categoría                                     | Papel                        | Resultado | Ref.          |
| ---- | ------------------------------------- | --------------------------------------------- | ---------------------------- | --------- | ------------- |
| 2003 | SBS Drama Awards                      | Premio nueva estrella                         | Punch                        | Ganadora  | [ 46 ]        |
| 2009 | 4th University Film Festival of Korea | Mejor actriz de reparto                       | Go Go 70s                    | Ganadora  |               |
| 2009 | 6th Max Movie Awards                  | Mejor actriz                                  | Go Go 70s                    | Ganadora  | [ 47 ]        |
| 2009 | 17th Chunsa Film Art Awards           | Mejor actriz                                  | Go Go 70s                    | Ganadora  | [ 48 ]        |
| 2009 | 2nd Style Icon Awards                 | Fashionista                                   | —                            | Ganadora  |               |
| 2009 | 3rd Mnet 20's Choice Awards           | Hot Fashionista                               | —                            | Ganadora  |               |
| 2010 | Korean Advertisers Association Awards | Mejor modelo de CF                            | —                            | Ganadora  |               |
| 2010 | 3rd Style Icon Awards                 | Female New Chocolate Fashionista              | My Girlfriend is a Gumiho    | Ganadora  | [ 49 ]        |
| 2010 | SBS Drama Awards                      | Excelencia en la actuación - Drama Especial   | My Girlfriend is a Gumiho    | Ganadora  | [ 50 ]        |
| 2010 | SBS Drama Awards                      | Top Ten Stars Award                           | My Girlfriend is a Gumiho    | Ganadora  | [ 50 ]        |
| 2010 | SBS Drama Awards                      | Mejor Pareja (junto a Lee Seung Gi)           | My Girlfriend is a Gumiho    | Ganadora  | [ 50 ]        |
| 2011 | 1st Cosmo Beauty Awards               | Icono de belleza del año                      | —                            | Ganadora  | [ 51 ]        |
| 2011 | 45th Taxpayers' Day                   | Mención Presidencial                          | —                            | Ganadora  | [ 52 ]        |
| 2012 | MBC Drama Awards                      | Top Excellence Award, Actress in a Miniseries | Arang y el Magistrado        | Nominada  |               |
| 2012 | MBC Drama Awards                      | Best Couple with Lee Joon-gi                  | Arang y el Magistrado        | Ganadora  | [ 53 ]        |
| 2016 | 11th Seoul International Drama Awards | Mejor actriz coreana                          | Oh My Venus                  | Ganadora  |               |
| 2020 | 41st Blue Dragon Film Award           | Mejor Actriz                                  | Diva                         | Nominada  | [ 54 ]        |
| 2022 | 8th APAN Star Awards                  | Premio a la gran excelencia                   | El amor es como el chachachá | Ganadora  | [ 55 ]        |
| 2022 | 8th APAN Star Awards                  | Estrella popular                              | El amor es como el chachachá | Nominada  | [ 56 ]        |
| 2022 | 8th APAN Star Awards                  | Mejor actriz en miniserie                     | Nuestro horizonte azul       | Ganadora  | [ 57 ] [ 58 ] |